# Adele Goodman Clark
Adele Goodman Clark (27. září 1882 Montgomery – 4. července 1983 Richmond) byla americká umělkyně a sufražetka.

## Životopis
Narodila se v roce 1882 v Montgomery v Alabamě. Její rodiče byli Robert Clark, pracovník na železnici původem z Belfastu, a Estelle Clark rozená Goodman, židovská učitelka hudby původem z New Orleans. Adele měla sestru, sufražetku Edith Clark Cowles. Rodina žila v New Orleans v Louisianě a v Pass Christian v Mississippi, než se v roce 1894 přestěhovala do Richmondu ve Virginii. Adele chodila do dívčí školy St. Catherine. Když jí bylo 19 let, pracovala jako stenografka, aby si mohla dovolit hodiny umění v Richmondském uměleckém klubu. V roce 1906 získala stipendium na Newyorské škole umění, kde studovala pod vedením umělců jako byli Robert Henri, William Merritt Chase a Kenneth Hayes Miller.

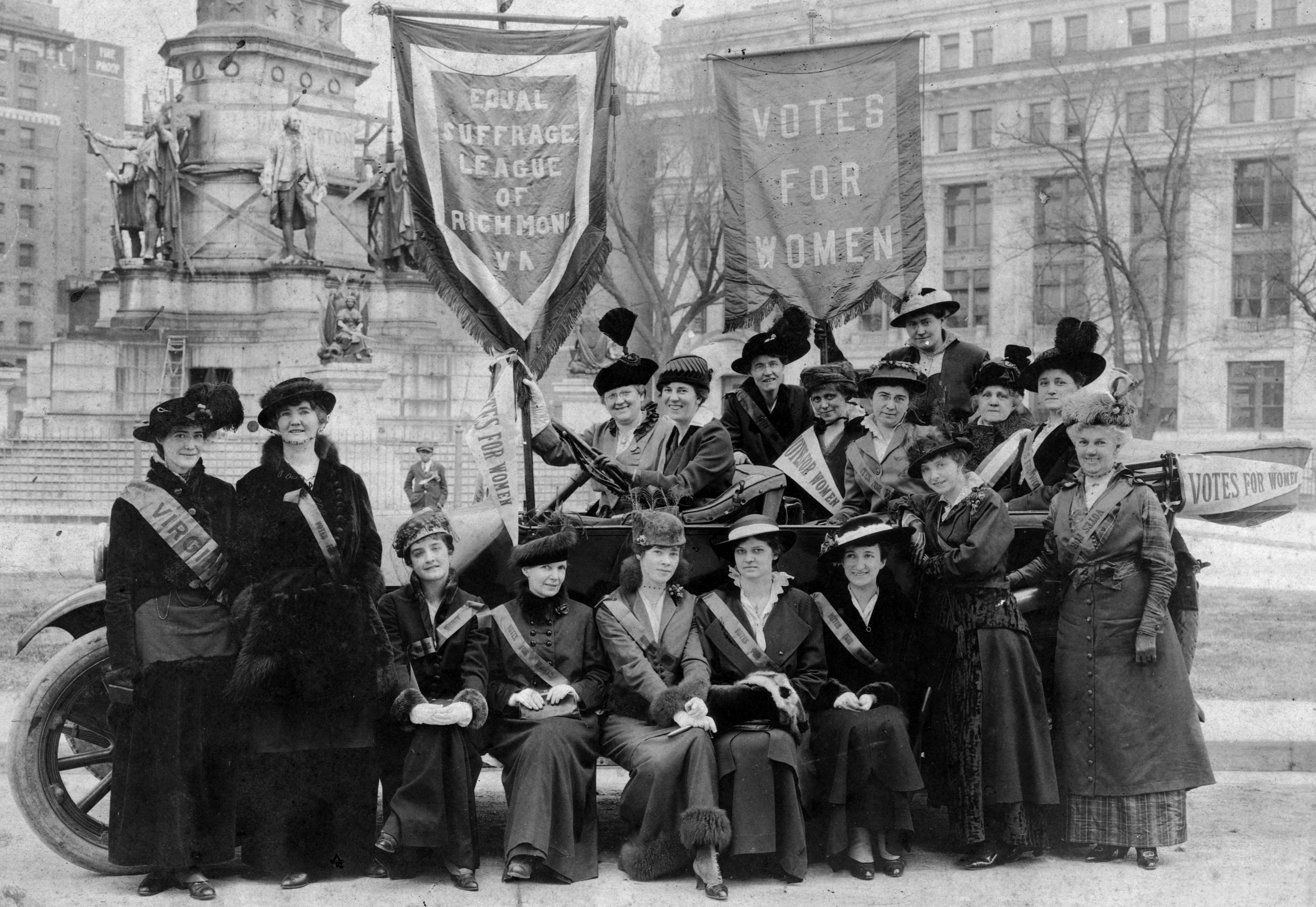
Členky Ligu za rovnoprávnost ve Virginii, Richmond (únor 1915) – Adele Clark je na fotografii první zleva

### Aktivismus
Její aktivistická kariéra začala v roce 1909, když spolu s dalšími 18 ženami, včetně Nory Houston, Ellen Glasgow, Lily Meade Valentine, Kate Waller Barrett a Mary Johnston, založily Ligu za rovnoprávnost ve Virginii. Rok působila jako její tajemnice a také jako předsedkyně výboru a vedoucí lobbistické skupiny ve virginském generálním shromáždění. V roce 1910 byla delegátkou na sjezdu Národní americké asociace za volební právo žen (National American Woman Suffrage Association, NAWSA) ve Washingtonu, D.C. Adele Clark a Nora Houston si postavily malířské stojany na rohu Páté a Broad Street v centru Richmondu, aby se podělily o své „pouliční skicy” – kresby křídou na rolích papíru, které ilustrovaly jejich řečnické projevy. „Spousta lidí pronášela projevy, ale my jsme byly jediné, kdo kreslil, a to opravdu přitahovalo davy”, vzpomínala Clark. Při kreslení obě mluvily o volebním právu žen a rozdávaly letáky lidem, kteří se k nim přiblížili.
Když se v roce 1917 rozpadl Richmondský umělecký klub, otevřely si Clark a Houston společný ateliér. Tento profesionální prostor se stal známým jako „ateliér” a jeho nabídka kurzů – včetně dějin umění, malby a kresby – podpořila talent nové generace umělců, včetně malířky Theresy Pollak. O dva roky později Clark a Houston založily Virginskou akademii výtvarných umění a řemesel.
Před volbami v roce 1920, kdy se objevily hrozby a zvěsti o falešných výzvách proti černošským voličkám, pozvaly Clark a Houston černošské vůdce do svého ateliéru, aby naplánovali, jak se této otázce postavit. Rozhodli se, že bělošské sufražetky budou hlídat volební místa v autech. Clark a Houstonse i po těchto volbách nadále angažovaly v mezirasovém hnutí. Podíleli se také na aktivismu souvisejícím s uměním, když vedli kampaň za vzkříšení Akademie věd a výtvarných umění, která byla otevřena v roce 1930 jako Richmondská akademie umění a později se z ní stalo Virginské muzeum výtvarných umění.
Když v roce 1920 získaly ženy volební právo, z Ligu za rovnoprávnost se stala Virginská liga voliček a Clark byla její první zástupkyní, než se stala její předsedkyní v následujícím roce. Funkci vykonávala v letech 1921–1925 a poté znovu v letech 1929–1944. V roce 1924 byla zvolena do rady Národní ligy voliček jako regionální ředitelka a v roce 1925 byla zvolena druhou místopředsedkyní, kterou byla do roku 1928. V roce 1928 si také Clark a Houston společně koupily dům na Chamberlayne Avenue v Richmondu, který začal být známý jako „The Brattery”.

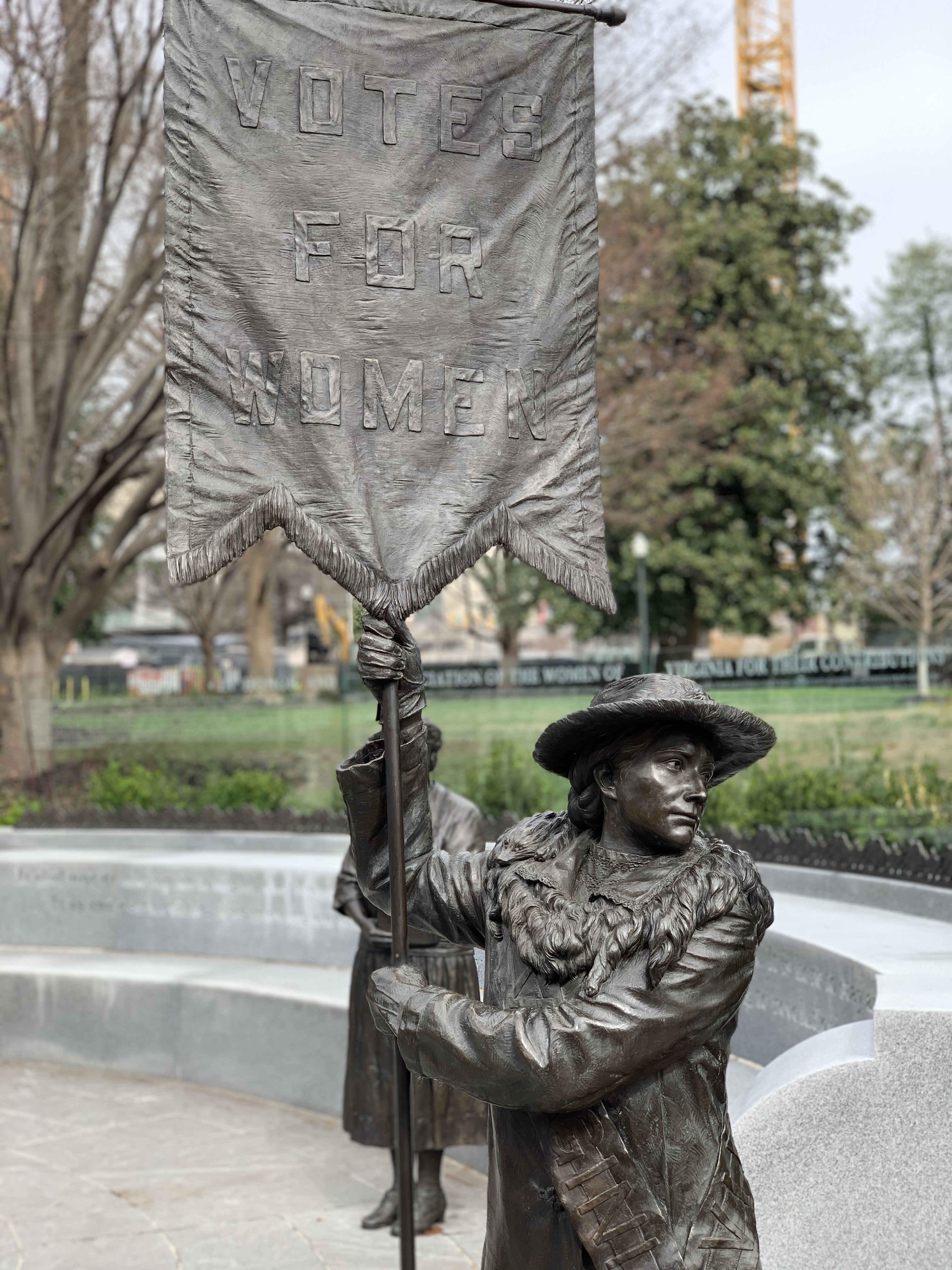
Socha Adele Clark, Virginský památník žen, Richmond

### Pozice ve státní správě a vzdělávání
Adele Clark zastávala také funkce v řadě vládních a vzdělávacích orgánů, mimo jiné byla tajemnicí Komise guvernéra E. Lee Trinklea pro zjednodušení státní správy a samosprávy a Komise guvernéra Harryho F. Byrda pro ženskou vysokou školu svobodných umění a děkankou žen na College of William and Mary. V období New Deal byla terénní vedoucí v Národní službě pro opětovné zaměstnávání a v roce 1936 se stala ředitelkou Virginia Arts Project v rámci personální agentury Works Progress Administration.
V letech 1941–1964 byla členkou Virginské umělecké komise, kterou pomáhala založit v roce 1916. Adele Clark, která do své umělecké činnosti vložila i kampaň za volební právo žen, poznamenala, že její umění a aktivismus spolu souvisejí: „Vždy jsem se snažila spojit svůj zájem o umění se zájmem o vládu.”

### Soukromí
Na umělecké škole v Richmondu, kde předtím navštěvovala hodiny u Lillie Logan, a kde po návratu do Virginie vyučovala, se seznámila s kolegyní Norou Houston. Houston se stala Adelinou životní partnerkou, až do její smrti v roce 1942. Brzy po smrti Nory Houston v roce 1942 se k Adele Clark do domu na Chamberlayne Avenue, který sdílela s Houston, nastěhoval její bratranec Willoughby Ions, rovněž umělec.
Adele Clark, episkopálka, konvertovala 21. listopadu 1942 ke katolicismu, což bylo náboženství, které vyznávala Nora Houston. Clark v letech 1949–1959 předsedala legislativnímu výboru Richmondské diecézní rady katolických žen. Nadále se otevřeně vyjadřovala k politickým otázkám a stavěla se proti dodatku o rovnoprávnosti, protože ho považovala za zbytečný.
Zemřela v domově důchodců v Richmondu ve Virginii 4. června 1983 ve věku 100 let.